# Carlepont
Carlepont is een gemeente in het Franse departement Oise (regio Hauts-de-France). De plaats maakt deel uit van het arrondissement Compiègne. Carlepont telde op 1 januari 2022 1.402 inwoners.
Door enkele historici is Carlepont aangewezen als de geboorteplaats van Karel de Grote.

## Geografie
De oppervlakte van Carlepont bedroeg op 1 januari 2022 19,54 vierkante kilometer; de bevolkingsdichtheid was toen 71,8 inwoners per km².

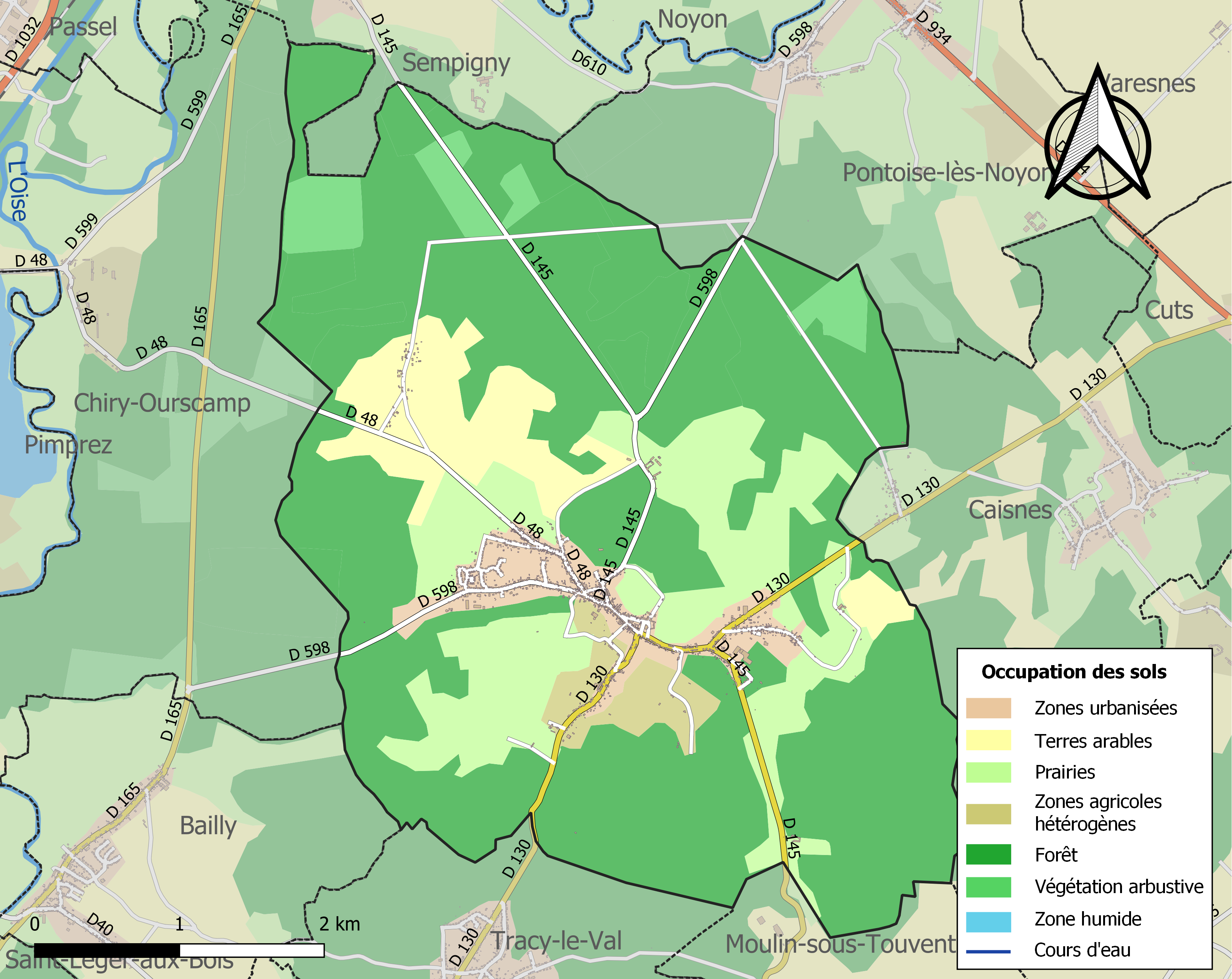
Kaart van de gemeente met belangrijkste infrastructuur, bodemgebruik en omliggende gemeenten

## Demografie
Onderstaande figuur toont het verloop van het inwonertal (bron: INSEE-tellingen).